# Lambert Rumbold Wolimuntowicz
Lambert Rumbold Wolimuntowicz herbu Zadora (zm. w listopadzie 1432 roku) – namiestnik witebski w 1422 roku, marszałek ziemski litewski w latach 1412–1432, namiestnik żmudzki w 1409 roku. Brat Macieja Szedybora Wolimuntowicza, Jawnuty Wolimuntowicza i Michała Kieżgajło, twórcy rodu Kieżgajłów.
15 października 1432 roku podpisał akt unii grodzieńskiej.